# Disnòmia (satèl·lit)
Disnòmia, també conegut com a Eris I, és l'única lluna coneguda d'Eris (el segon planeta nan més gros conegut en el sistema solar). Va ser descobert el 2005 per Mike Brown i l'equip de l'observatori W. M. Keck; va ser designat provisionalment com a 2005 (2003 UB313) 1 fins que fou oficialment anomenat Disnòmia (a partir de la paraula provinent del grec antic Δυσνομία, que significa 'anarquia' o 'desordre'), filla d'Eris, dea grega.

## Descoberta

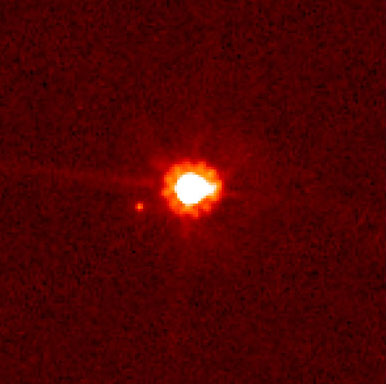
Disnòmia (a l'esquerra) i Eris (al centre), imatge presa pel telescopi espacial Hubble

Durant el 2005, l'equip d'òptica adaptativa de l'observatori W. M. Keck a Hawaii va fer observacions dels quatre objectes més brillants del cinturó de Kuiper (Plutó, Makemake, Haumea i Eris), fent servir un nou sistema anomenat Laser guide star. Observacions fetes el 10 de setembre van revelar un satèl·lit natural al voltant d'Eris. Seguint en la línia de Xena, malnom donat ja a Eris, la lluna va ser anomenada Gabriela pels seus descobridors.

## Propietats
Disnòmia és aproximadament 500 vegades més tènue que Eris, i el seu diàmetre s'estima en uns 100-250 km. La lluna, probablement, és massa petita per ser esfèrica a causa de la seva pròpia gravetat. Combinant les observacions de Keck i del Hubble, el satèl·lit va ser usat per determinar la massa d'Eris, i també se'n van determinar els paràmetres orbitals. El període orbital es calcula que és de 15,774 ± 0,002 dies. Aquestes observacions indiquen que Disnòmia té una òrbita circular al voltant d'Eris d'un radi de 37.350 ± 140 km, la qual cosa suggereix que la massa d'Eris és aproximadament 1,27 vegades la de Plutó.

## Formació
Els astrònoms ara saben que tres dels quatre objectes més brillants del cinturó de Kuiper (OCK) tenen satèl·lits. D'entre els membres més tènues del cinturó, només el 10% se sap que tenen llunes, la qual cosa sembla implicar que en el passat hi va haver freqüents col·lisions entre grans OCK. Els impactes entre cossos de l'ordre de 1.000 km de diàmetre alliberarien grans quantitats de material que formarien una nova lluna. Un mecanisme similar es creu que va ser el que va formar la Lluna quan la Terra va rebre un gran impacte durant els principis de la història del sistema solar.

## Nom
Mike Brown, el descobridor de la lluna, va escollir el nom Disnòmia (Δυσνομία en grec) a causa de diversos lligams que tenia amb ell. Disnòmia, la filla d'Eris, segueix la tònica que històricament anomenava les llunes amb noms relacionats amb el déu del planeta principal (per exemple, les llunes més grosses de Júpiter són noms d'amants de Júpiter). A més a més, la traducció de Disnòmia, 'anarquia' o 'desordre', en anglès lawlessness, recorda Lucy Lawless, l'actriu protagonista de Xena: Warrior Princess a la televisió. Abans de rebre els noms oficials, Eris i Disnòmia eren coneguts informalment com a Xena i Gabriela, respectivament.